# Hermann Sudermann
Hermann Sudermann (Matzicken, Prusia Oriental; 30 de septiembre de 1857 - Berlín, Alemania; 21 de noviembre de 1928) fue un novelista y dramaturgo alemán del Naturalismo.

## Biografía
Hermann Sudermann nació el 30 de septiembre de 1857 en la localidad de Matzicken, actualmente Macikai, en Prusia Oriental, hijo del granjero y cervecero Johann Sudermann y Dorothea Raabe, descendientes de una antigua familia de menonitas holandeses.  Recibió su educación primaria en Heydekrug y su educación secundaria la continuó en la Realschule en Elbing, pero los problemas económicos hicieron que ésta fuera interrumpida. Contando apenas 14 años estuvo de pupilo de un farmacéutico hasta que tuvo que dejar estos estudios debido a problemas de salud. Sin embargo, en 1872 ingresó al Realgymnasium de Tilsit de donde se graduó en 1875. Continuó sus estudios en la Universidad de Königsberg, donde estudió historia y filosofía, para luego transferirse en 1877 a la Universidad de Berlín. Para afrontar problemas económicos tuvo que trabajar como profesor privado de los hijos del escritor Hans Hopfen y de un banquero. Finalmente tuvo que dejar sus estudios para dedicarse al periodismo.
En 1881 se convirtió en corresponsal del Liberalen Korrespondenz; después fue redactor jefe del periódico liberal Deutsches Reichsblatt y en 1882 fue editor del Reichsfreunds donde publicó sus primeras narraciones. En 1891 contrajo matrimonio con la escritora Clara Lauckner, quien acarreó a sus tres hijos de su matrimonio anterior. La pareja vivió primero en Königsberg y luego en Dresde, para finalmente establecerse en Berlín en 1895. De ese matrimonio tuvieron una sola hija, Hede, quien habría de casarse también con otro escritor. El gran triunfo de su drama El honor (Die Ehre), estrenado en 1889, lo colocó entre los primeros escritores de Alemania y durante largo tiempo se le consideró capaz de competir victoriosamente con Hauptmann; también constituyó un gran éxito su Magda (1893).
Su dramaturgia experimentó un importante influjo de la de Henrik Ibsen y Victorien Sardou. Entre sus obras destacan también El fin de Sodoma (1891), Fritzchen (1896), Los fuegos de San Juan (1900), Que viva la vida, El mendigo de Siracusa, La buena fama, Señora Preocupación, El sendero de los gatos, Historias de Litiania, El profesor insensato, Piedra entre piedras (1905) etcétera.

## Obras
- Novela
  - La mujer gris (Frau Sorge, 1887)
  - El molino silencioso (Die Geschichte der stillen Mühle, 1888), novela en el libro titulado Geschwister
  - El deseo (Der Wunsch, 1888), novela en el libro titulado Geschwister
  - El camino de los gatos (Der Katzensteg, 1890)
  - El cantar de los cantares (Das Hohe Lied, 1908)
  - El profesor loco (Der tolle Professor, 1926)
- Narrativa
  - En el crepúsculo (Im Zwielicht, 1886)
  - El lirio de la India (Die indische Lilie, 1911), libro con 7 cuentos: El lirio de la India (Die indische Lilie), El propósito (Der Lebensplan), El cántico de la muerte (Das Sterbelied), La víctima (Die leidenede Dritte), Otoño (Herbst), Pueblo alegre (Föhliche Leut) y Thea.
- Teatro
  - El honor (Die Ehre, drama, 1889)
  - El fin de Sodoma (Sodoms Ende, drama, 1890)
  - Magda o Patria (Heimat, drama, 1893)
  - Batalla de Mariposas (Die Schmetterlingsschlacht, comedia, 1894)
  - La felicidad en un recodo (Das Glück im Winkel, 1895)
  - Morituri, tres obras de un acto: Teja, Fritzchen y El masculino eterno (Morituri, 1896)
  - El fuego de San Juan (Johannisfeuer, 1900)
  - Que viva la vida (Es lebe das Leben, drama, 1902)
  - Johannes (tragedia, 1898)